# 半側発汗
半側発汗（はんそくはっかん、英: hemihidrotic reflex）とは、反射の一種で、一側の側胸部や側臀部を圧迫すると、圧迫側で発汗が抑制され、その反対側の発汗が増える皮膚圧発汗反射の現象。
日常レベルでの応用として、帯を胸の高い位置で結ぶことで顔からの発汗を抑制する方法（「芸者の高帯」）が古くより知られているが、実証はされていない。